# Guerra da Transnístria

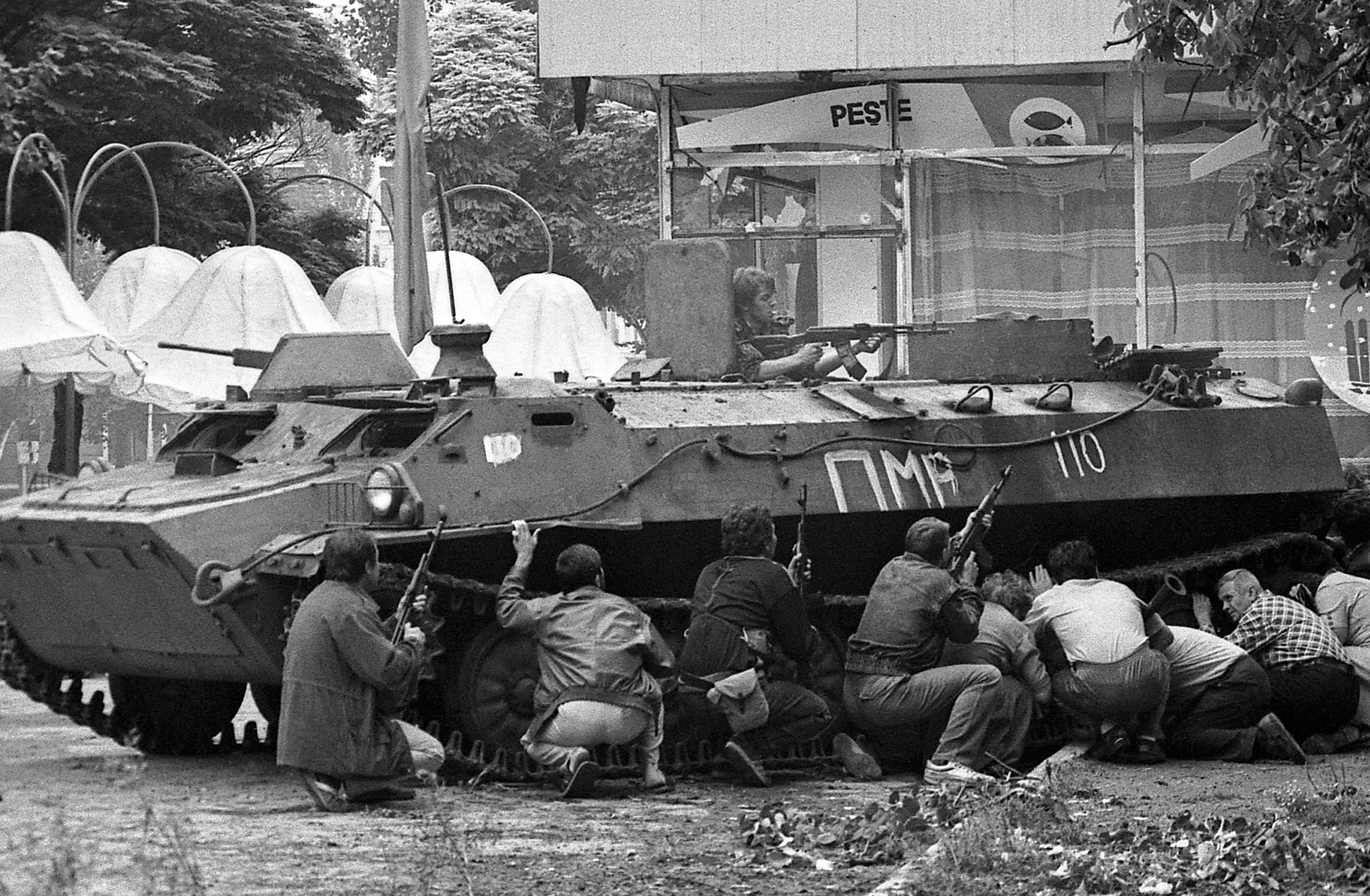
Um blindado transnístrio na Batalha de Tighina, em 1992.

A Guerra Civil da Transnístria refere-se a uma série de pequenos conflitos armados que eclodiram entre a Guarda da República da Transnístria, a milícia e as unidades de cossacos - apoiados pelo exército russo - e policiais e militares da Moldávia, com início em Novembro de 1990, Dubăsari (em russo:  Дубоссáры, Dubossary). Os combates intensificaram em 1 de março de 1992, coincidindo com a adesão da Moldávia recém-independente às Nações Unidas e, alternando com alguns períodos de cessar-fogo, durou toda a primavera ao início do verão de 1992, quando um cessar-fogo definitivo, que tem sido respeitado, foi declarado em 21 de julho.